# Glyptoglossa lurida
Glyptoglossa lurida är en skalbaggsart som beskrevs av Hermann Burmeister 1855. Glyptoglossa lurida ingår i släktet Glyptoglossa och familjen Melolonthidae. Inga underarter finns listade i Catalogue of Life.